# محطة دوجلاس بوينت للطاقة النووية

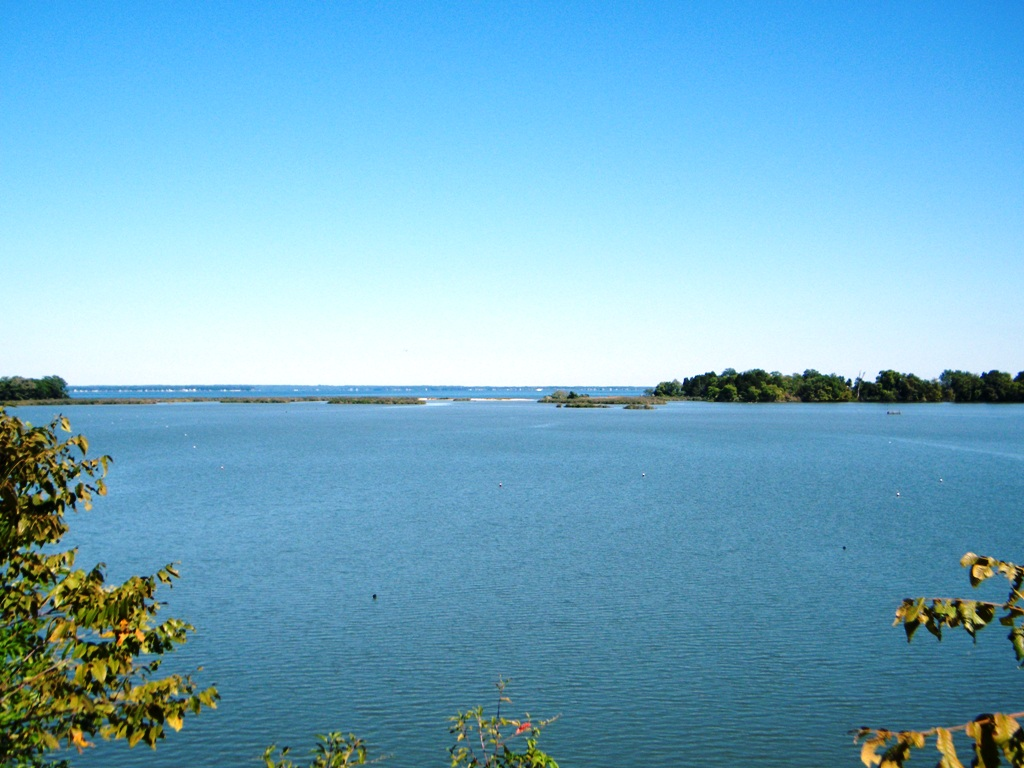
نهر بوتوماك

محطة دوجلاس بوينت للطاقة النووية تم اقتراح المحطة في عام 1973 على نهر بوتوماك جنوب واشنطن العاصمة من قبل شركة بوتوماك للطاقة الكهربائية (بيبكو).

## نبذة
تم اقتراح مفاعلين يعملان بواسطة الماء المغلي، تم شراء الموقع الذي تبلغ مساحته 1270 فدان (510 هكتار) من قبل ولاية ماريلاند ومكتب إدارة الأراضي.